# Duttaphrynus parietalis
Duttaphrynus parietalis es una especie de anfibios de la familia Bufonidae.

## Distribución geográfica y hábitat
Es endémica de las selvas de los Ghats occidentales en Kerala, Andhra Pradesh, Karnataka y Tamil Nadu (India). Su rango altitudinal oscila entre 400 y 900 m s. n. m..

## Estado de conservación
Se encuentra amenazada por la pérdida de su hábitat natural.